# Nomogram
Et nomogram er et grafisk værktøj til at bestemme forskellige værdier, og som regnestokken er det et grafisk-analogt regneredskab.
De første som menes at have konstrueret nomogrammer er de franske matematikere Léon Lalanne og Maurice d'Ocagne i midten af 1800-tallet.
Nomogrammer er konstrueret til at beregne specifikke værdier medens regnestokken bliver anvendt til generelle beregninger.
Nomogrammer og regnestokke er i dag erstattet af elektroniske regnemaskiner og computere.
Nomografi er læren om fremstilling af nomogrammer. 

## Ekstern henvisning
- Atmosfærisk nomogram (pdf) Arkiveret 16. august 2010 hos  Wayback Machine fra afdelingen for Meteorologi, Reading universitet, USA.